# Félix Vanderstraeten
Félix Vanderstraeten, né à Bruxelles le 18 juillet 1823 et mort le 29 juin 1884, est un homme politique libéral belge.
Il était brasseur de profession.

## Carrière politique
Félix Vanderstraeten fut échevin à la Ville de Bruxelles en 1873, puis premier échevin en 1877. Nommé bourgmestre le 18 juillet 1879 à la suite de la mort d'Anspach, sa démission, demandée le 17 décembre 1880, fut acceptée par arrêté royal, le 21 janvier 1881.
Dans le cadre de l'« Affaire de la Traite des Blanches », son nom fut discrédité : il aurait vendu la brasserie paternelle (immeuble situé au n°9 de la rue Saint-Laurent à Bruxelles) à un tenancier de maison de tolérance, Alphonse Coppens. Le Journal de Bruxelles (21/12/1880) et le Courrier de Bruxelles (22/12/1880) avancèrent que la maladie n'était pas la véritable raison de sa demande de démission.
Il était franc-maçon.
Il est inhumé au Cimetière de Bruxelles à Evere.